# Rofiat Imuran
Rofiat Adenike Imuran (* 17. Juni 2004) ist eine nigerianische Fußballspielerin.

## Karriere

### Verein
Von den Sunshine Stars wechselte Imuran im Sommer 2021 zu den Rivers Angels. Seit Oktober 2022 steht sie bei Stade Reims unter Vertrag.

### Nationalmannschaft
Mit der U20 war sie bei der Weltmeisterschaft 2022 vertreten.
Ihren ersten bekannten Einsatz für die nigerianische A-Nationalmannschaft bestritt sie am 3. September 2022 bei einer 0:4-Freundschaftsspielniederlage gegen die USA, als sie zur zweiten Halbzeit für Uchenna Kanu eingewechselt wurde.
Am 16. Juni 2023 wurde sie in den nigerianischen Kader für die Weltmeisterschaft 2023 nominiert, kam jedoch nicht zum Einsatz und schied mit ihrer Mannschaft im Achtelfinale gegen England aus.